# Assimilation (psykologi)
Assimilation betyder att efterlikna, absorbera och används i utvecklingspsykologin för att beskriva processen när ny kunskap och ny information införlivas utan att detta orsakar förändring i de erfarenheter, minnen och tankemönster som individen redan har med sig sen tidigare.  
Den schweiziska psykologen och pedagogen Jean Piaget använde begreppet assimilation tillsammans med ackommodation för att beskriva två olika sätt att lära sig ny kunskap. Enligt Piaget var assimilation det lättare sättet att lära sig något, eftersom det bekräftade snarare än utmanade det individen kände till sen tidigare.